# Bibliothèque nationale du Mali
 (septembre 2012).
Si vous disposez d'ouvrages ou d'articles de référence ou si vous connaissez des sites web de qualité traitant du thème abordé ici, merci de compléter l'article en donnant les références utiles à sa vérifiabilité et en les liant à la section « Notes et références ».

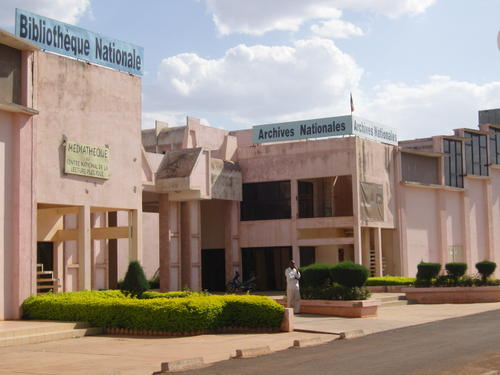

La Bibliothèque nationale du Mali est une bibliothèque publique installée à Bamako, au Mali.

## Histoire
Issue de l’Institut français d'Afrique noire créé par l'administration coloniale française et devenu après l’indépendance du Mali, l’Institut des sciences humaines puis la Bibliothèque du gouvernement, qui devient ensuite Bibliothèque nationale, a d’abord été situé à Koulouba, avant de s’installer en 1968 dans le quartier d’Ouolofobougou. La bibliothèque est située dans le quartier Hamdallaye ACI 2000.

## Missions
Ses missions sont définies par une loi de 1984 :
- Acquérir, conserver et diffuser toute la documentation courante ayant trait à tous les secteurs de l’activité humaine ;
- Contribuer, en tant que dépositaire du patrimoine littéraire national, à faire connaître, défendre et mieux utiliser les valeurs culturelles maliennes ;
- Créer et favoriser les habitudes de lecture ;
- Participer avec tous les organismes et associations publics et privés à la promotion du livre en République du Mali.

## Fonds documentaire
Son fonds, composé de 60 000 titres, est constitué de livres fournis par les éditeurs (le dépôt légal a été institué en 1985), de périodiques ainsi que de documents sonores, vidéo et informatiques. Ces documents sont consultables librement sur place et peuvent pour certains être empruntés.
Elle abrite depuis 2004 la Maison africaine de la photographie qui organise la biennale internationale des Rencontres africaines de la photographie.